# クランジ
「クランジ」 (The Crunge) は、イギリスのロックグループ、レッド・ツェッペリンの楽曲。1973年、彼らの第5作アルバム『聖なる館』のA面4曲目に収められて発表された。作詞作曲はジョン・ボーナム、ジョン・ポール・ジョーンズ、ジミー・ペイジ、ロバート・プラント。レコードでの演奏時間は3分15秒。

## 概要
プラントがボーナムと交したラップ風の会話を元に作られた変拍子ファンク。歌詞の一部はジェームズ・ブラウンの「Take It to The Bridge」を踏まえている。
曲はボーナムが刻むドラムスのビートから始まり、ベース、ギター、シンセサイザーが順次加わる。ファンクとは言っても、9/8拍子と8/8拍子とが交互に現れるため、踊るにふさわしくない、一種のジョークともとれる曲である。
リズムを刻むギターについて、ペイジは「フェンダー・ストラトキャスターを用い、アーミングも行なっている」と証言しているが、レコードで聴き取るのは困難である。

## ステージ・パフォーマンス
独立した曲として演奏されたことは無いが、1972年のアメリカツアー以降、「幻惑されて」（Dazed and Confused）や「胸いっぱいの愛を」（Whole Lotta Love）のアドリブ・メドレーに取り入れられている。
ボーナムはこの曲を気に入っており、メドレーの最中に何度もこの曲のフレーズを叩いているが、何故かペイジはなかなか賛同せず不発に終わる公演が続いた。しかしボーナムが余りにしつこくリクエストするので、ある日ジョーンズが折れてベースのパートを弾き始めるとペイジも渋々追従し、遂にこの曲の演奏が実現された。

## 注
1. ↑  「Guitar World」誌1991年1月号のインタビューなど。
2. ↑  『伝説のライヴ』で確認できる。
3. ↑  『永遠の詩 (狂熱のライヴ)』で確認できる。